# Album al numero uno della classifica FIMI nel 2022
La presente lista elenca gli album che hanno raggiunto la prima posizione nella classifica settimanale italiana Album, stilata durante il 2022 dalla Federazione Industria Musicale Italiana, in collaborazione con la GfK Retail and Technology Italia.
| Settimana    | Settimana    | Album                                 | Artista                   | Settimane consecutive | Settimane totali | Fonte  |
| Inizio       | Fine         | Album                                 | Artista                   | Settimane consecutive | Settimane totali | Fonte  |
| ------------ | ------------ | ------------------------------------- | ------------------------- | --------------------- | ---------------- | ------ |
| 31 dicembre  | 6 gennaio    | Noi, loro, gli altri                  | Marracash                 | 3                     | 5                | [ 1 ]  |
| 7 gennaio    | 13 gennaio   | X2                                    | Sick Luke                 | 1                     | 2                | [ 2 ]  |
| 14 gennaio   | 20 gennaio   | Virus                                 | Noyz Narcos               | 1                     | 1                | [ 3 ]  |
| 21 gennaio   | 27 gennaio   | X2                                    | Sick Luke                 | 1                     | 2                | [ 4 ]  |
| 28 gennaio   | 3 febbraio   | Taxi Driver                           | Rkomi                     | 2                     | 6                | [ 5 ]  |
| 4 febbraio   | 10 febbraio  | Taxi Driver                           | Rkomi                     | 2                     | 6                | [ 6 ]  |
| 11 febbraio  | 17 febbraio  | Blu celeste                           | Blanco                    | 1                     | 4                | [ 7 ]  |
| 18 febbraio  | 24 febbraio  | Ritorno al futuro/Back to the Future  | Elisa                     | 1                     | 1                | [ 8 ]  |
| 25 febbraio  | 3 marzo      | Il giorno in cui ho smesso di pensare | Irama                     | 1                     | 1                | [ 9 ]  |
| 4 marzo      | 10 marzo     | Oro blu                               | Bresh                     | 1                     | 1                | [ 10 ] |
| 11 marzo     | 17 marzo     | Salvatore                             | Paky                      | 1                     | 1                | [ 11 ] |
| 18 marzo     | 24 marzo     | Caos                                  | Fabri Fibra               | 2                     | 2                | [ 12 ] |
| 25 marzo     | 31 marzo     | Caos                                  | Fabri Fibra               | 2                     | 2                | [ 13 ] |
| 1º aprile    | 7 aprile     | Dove volano le aquile                 | Luchè                     | 1                     | 1                | [ 14 ] |
| 8 aprile     | 14 aprile    | Sirio                                 | Lazza                     | 5                     | 21               | [ 15 ] |
| 15 aprile    | 21 aprile    | Sirio                                 | Lazza                     | 5                     | 21               | [ 16 ] |
| 22 aprile    | 28 aprile    | Sirio                                 | Lazza                     | 5                     | 21               | [ 17 ] |
| 29 aprile    | 5 maggio     | Sirio                                 | Lazza                     | 5                     | 21               | [ 18 ] |
| 6 maggio     | 12 maggio    | Sirio                                 | Lazza                     | 5                     | 21               | [ 19 ] |
| 13 maggio    | 19 maggio    | Eclissi                               | Gemitaiz                  | 1                     | 1                | [ 20 ] |
| 20 maggio    | 26 maggio    | Harry's House                         | Harry Styles              | 1                     | 1                | [ 21 ] |
| 27 maggio    | 2 giugno     | Blocco 181 - Original Soundtrack      | AA.VV.                    | 1                     | 1                | [ 22 ] |
| 3 giugno     | 9 giugno     | Strangis                              | Luigi Strangis            | 1                     | 1                | [ 23 ] |
| 10 giugno    | 16 giugno    | Non siamo soli                        | Alex W                    | 1                     | 1                | [ 24 ] |
| 17 giugno    | 23 giugno    | Sirio                                 | Lazza                     | 10                    | 21               | [ 25 ] |
| 24 giugno    | 30 giugno    | Sirio                                 | Lazza                     | 10                    | 21               | [ 26 ] |
| 1º luglio    | 7 luglio     | Sirio                                 | Lazza                     | 10                    | 21               | [ 27 ] |
| 8 luglio     | 14 luglio    | Sirio                                 | Lazza                     | 10                    | 21               | [ 28 ] |
| 15 luglio    | 21 luglio    | Sirio                                 | Lazza                     | 10                    | 21               | [ 29 ] |
| 22 luglio    | 28 luglio    | Sirio                                 | Lazza                     | 10                    | 21               | [ 30 ] |
| 29 luglio    | 4 agosto     | Sirio                                 | Lazza                     | 10                    | 21               | [ 31 ] |
| 5 agosto     | 11 agosto    | Sirio                                 | Lazza                     | 10                    | 21               | [ 32 ] |
| 12 agosto    | 18 agosto    | Sirio                                 | Lazza                     | 10                    | 21               | [ 33 ] |
| 19 agosto    | 25 agosto    | Sirio                                 | Lazza                     | 10                    | 21               | [ 34 ] |
| 26 agosto    | 1º settembre | Will of the People                    | Muse                      | 1                     | 1                | [ 35 ] |
| 2 settembre  | 8 settembre  | Sirio                                 | Lazza                     | 2                     | 21               | [ 36 ] |
| 9 settembre  | 15 settembre | Sirio                                 | Lazza                     | 2                     | 21               | [ 37 ] |
| 16 settembre | 22 settembre | Botox                                 | The Night Skinny          | 2                     | 2                | [ 38 ] |
| 23 settembre | 29 settembre | Botox                                 | The Night Skinny          | 2                     | 2                | [ 39 ] |
| 30 settembre | 6 ottobre    | Carattere speciale                    | Thasup                    | 3                     | 4                | [ 40 ] |
| 7 ottobre    | 13 ottobre   | Carattere speciale                    | Thasup                    | 3                     | 4                | [ 41 ] |
| 14 ottobre   | 20 ottobre   | Carattere speciale                    | Thasup                    | 3                     | 4                | [ 42 ] |
| 21 ottobre   | 27 ottobre   | Midnights                             | Taylor Swift              | 1                     | 1                | [ 43 ] |
| 28 ottobre   | 3 novembre   | Carattere speciale                    | Thasup                    | 1                     | 4                | [ 44 ] |
| 4 novembre   | 10 novembre  | Trenches Baby                         | Rondodasosa               | 1                     | 1                | [ 45 ] |
| 11 novembre  | 17 novembre  | Il mondo è nostro                     | Tiziano Ferro             | 1                     | 1                | [ 46 ] |
| 18 novembre  | 24 novembre  | Io non ho paura                       | Ernia                     | 1                     | 1                | [ 47 ] |
| 25 novembre  | 1º dicembre  | Milano Demons                         | Shiva                     | 1                     | 2                | [ 48 ] |
| 2 dicembre   | 8 dicembre   | Fake News                             | Pinguini Tattici Nucleari | 2                     | 3                | [ 49 ] |
| 9 dicembre   | 15 dicembre  | Fake News                             | Pinguini Tattici Nucleari | 2                     | 3                | [ 50 ] |
| 16 dicembre  | 22 dicembre  | Sirio                                 | Lazza                     | 1                     | 21               | [ 51 ] |
| 23 dicembre  | 29 dicembre  | Fake News                             | Pinguini Tattici Nucleari | 1                     | 3                | [ 52 ] |

L'album più venduto del 2022 risulta Sirio di Lazza, che risulta anche sia l'album dal maggior numero di settimane in prima posizione (18) sia quello dal maggior numero di settimane consecutive al primo posto (10).